# The Super Dimension Fortress Macross: Do You Remember Love?
The Super Dimension Fortress Macross: Do You Remember Love? (超時空要塞マクロス　愛・おぼえていますか  Chō Jikū Yōsai Makurosu: Ai Oboete Imasu ka) ou apenas Macross - Do You Remember Love? é um filme anime de 1984 ambientado no universo de ficção Macross.